# Vilhelm Puck (1844-1926)
 Der er flere personer med dette navn, se Vilhelm Puck.
Vilhelm Carl Puck (7. februar 1844 i København – 8. august 1926 i Aarhus) var en dansk arkitekt virksom i den historicistiske periode.
Han var søn af murermester Peter Puck og Frederikke Sivertsen, var murersvend hos faderen i Horsens i tre år, blev elev hos N.S. Nebelong og blev optaget på Kunstakademiet i København i oktober 1861. Han gennemgik 1. og 2. bygningsklasse, ornamentklassen og arkitekturklassen og var elev indtil 1864. Fra 1865 drev han egen tegnestue i Aarhus og var samtidig konduktør hos kongelig bygningsinspektør V.Th. Walther. Han modtog støtte fra Den Reiersenske Fond 1870-71, der gik til en længere udlandsrejse. Tidligere havde Puck været i Norge 1864 samt Tyskland, Frankrig og Italien 1866, 1868. 
Han døde ugift og er begravet i Aarhus, men et andet familiemedlem med samme navn blev også arkitekt.

## Værker
- Ombygning af Årslev Kirke (1868)
- Restaurering af Galten Kirke (1868, senere nedrevet og erstattet af eget værk)
- Skt. Peders valgmenighedskirke, Bering (1874)
- Den folkelige Forsamlingsbygning, Østergade 12, Aarhus (1875, kontor- og boligejendom, flere gange udvidet)
- Villa, Thunøgade 2 A, Aarhus (1875, nedrevet)
- Udstillingsbygning, Aarhus (1876, nedrevet)
- Valdemarsgades Skole, Aarhus (1879, fra 1961 Brobjergskolen)
- Kapel på Nordre Kirkegård, Aarhus (1879, ombygget og udvidet)
- Restaurering af og nyt tårn til Brabrand Kirke (1880)
- Tårn til Sønder Årslev Kirke (1883)
- Sønder Galten Kirke (1884)
- Storring Kirke (1890)
- Teknisk Skole, Vestergade 14, Skanderborg (1896-97)
- Den Hørningske Stiftelse, Hørning (tilbygning til hospital)
- En del privatbygninger i Aarhus
- Selskabspavillonen i Riisskov